# Barnets vaardag
Barnets vaardag (Nederlands: Lentedag van kind) is een liederencyclus gecomponeerd door Agathe Backer-Grøndahl. Het zijn toonzettingen van teksten van Andreas Lynge, een Noors schrijver. De liederen werden uitgegeven door de muziekuitgeverij van Brødrene Hals (nrs. 960-967), waarbij tevens een Engelse en Duitse vertaling van de teksten werd bijgedrukt.
De acht liederen zijn:
1. En kviddrende laerke (Een kwetterende leeuwerik in allegro en 2/4-maatsoort
2. Vaarmorgen i skoven (Een lenteochtend in het bos) in allegretto giocoso in 6/8-maatsoort
3. Blaaveis (Blauwe bloemen) in allegretto animato in 4/4-maatsoort
4. Blomstersanking (Bloemenverzameling) in lento teneramente in 4/4-maatsoort
5. Homlefar (Hommel) in allegretto in 4/4-maatsoort
6. Duggdraaper (Dauwdruppers) in andantino leggiero in 2/4-maatsoort

- Mod kveld (“s Avonds) in andantino in 6/8-maatsoort
- Sov saa Stille (Slaag zacht) in tranquillo in 4/4-maatsoort

De zangeres Anna Scharffenberg zong vanaf manuscript de liederen Vaarmorgen, Blaaveis en Blomstersanking tijdens haar concert van 28 april 1897 waarbij ze werd begeleid door Ragna Goplen. Dagmar Möller aan wie de cyclus is opgedragen kwam pas “in actie” tijdens concerten vanaf 17 november 1898, waarbij ze vijf van de acht liederen zong. Een meer complete versie zong Möller tijdens een concert op 7 december 1899, alleen het laatste lied werd toen niet uitgevoerd. De componiste begeleidde in beide gevallen Möller.   
æ